# ASピレー
アソシアシヨン・スポルティーヴ・ピレー（フランス語: Association Sportive Pirae）は、フランス領ポリネシア・タヒチ島、ピレーに本拠地を置く総合スポーツクラブ。サッカー部門は、島内トップリーグのタヒチ・リーグ・アンに所属する。

## 歴史
1948年創設。1989年にリーグを初制覇し、2006年にはオセアニアクラブ選手権で準優勝、2015年にはタヒチ代表としてフランスサッカー連盟が主催するカップ戦、クープ・ドゥ・フランスに出場した（7回戦で敗退）。
2019-20シーズン、12勝1敗2分という成績を残し、通算9度目となるリーグタイトルを獲得。2021年のOFCチャンピオンズリーグの出場権を獲得したが、新型コロナウイルス感染症の世界的流行に伴い大会が中止となり、本来優勝チームに与えられるはずであったFIFAクラブワールドカップの出場権は、オセアニアサッカー連盟の推薦によってニュージーランドのオークランド・シティFCに与えれられた。しかし、2021年12月31日、新型コロナウイルスのオミクロン型変異株の急拡大を受け、ニュージーランド政府が国境規制措置を延長したことにより、オークランド・シティは前回大会に引き続き出場を辞退することを表明。これを受け、新たにASピレーが代替クラブ並びにオセアニア代表として、2022年2月にアラブ首長国連邦で開催されたクラブワールドカップに出場した。。

## タイトル

### 国内タイトル
- タヒチ・リーグ・アン : 12回
  - 1989, 1991, 1993, 1994, 2001, 2003, 2006, 2013-14, 2019-20, 2020-21, 2021-22, 2023-24
- タヒチカップ : 9回
  - 1978, 1980, 1984, 1994, 1996, 2000, 2002, 2005, 2015
- タヒチ・クープ・デ・シャンピオン : 1回
  - 1996

### 国際タイトル
- クープT.O.M. : 2回
  - 2001, 2007
- ウートゥルメール・シャンピオン・カップ : 1回
  - 2002

## 歴代所属選手
- マラマ・ヴァイリュア 1996-1997, 2013-2016
- ジョナタン・テハウ 2020-